# آرتور باربوسا دی اولیویرا
آرتور باربوسا دی اولیویرا (انگلیسی: Artur Barbosa de Oliveira؛ زادهٔ ۲۲ اکتبر ۱۹۸۴) بازیکن فوتبال اهل برزیل است.
از باشگاه‌هایی که در آن بازی کرده‌است می‌توان به باشگاه فوتبال پالمیراس و باشگاه فوتبال فیگیرنسه اشاره کرد.